# فيرونيكا كابشاي
فيرونيكا كابشاي (بالأوكرانية: Вероніка Капшай)‏ مواليد 2 ديسمبر 1986 في لفيف، الاتحاد السوفيتي، هي لاعبة كرة مضرب أوكرانية وتحتل حالياً المرتبة 614 (21 مارس 2016) في تصنيف رابطة محترفات كرة المضرب. أعلى تصنيف لها في الفردي كان 227. أعلى تصنيف لها في الزوجي كان 114.

## النهائيات

### الفردي (3–5)
| الحصيلة | الرقم | التاريخ        | الدورة               | الأرضية | المنافس           | النتيجة            |
| ------- | ----- | -------------- | -------------------- | ------- | ----------------- | ------------------ |
| الفوز   | 1.    | 22 مايو 2006   | كييف، أوكرانيا       | ترابية  | فيسنا دولونك      | 6–2, 0–6, 7–5      |
| الوصافة | 1.    | 5 يونيو 2006   | وارسو، بولندا        | ترابية  | غالينا كوسيك      | 2–6, 7–6(7–0), 3–6 |
| الفوز   | 2.    | 26 يونيو 2006  | خاركيف، أوكرانيا     | ترابية  | آنا لابوشتشينكوفا | 4–6, 6–2, 6–1      |
| الوصافة | 2.    | 9 أكتوبر 2006  | بينايكارلو، إسبانيا  | سجاد    | فرديانا فراردي    | 4–6, 4–6           |
| الفوز   | 3.    | 21 مايو 2007   | تشيركاسي، أوكرانيا   | ترابية  | كاترينا أفدايينكو | 7–5, 6–1           |
| الوصافة | 3.    | 16 مايو 2011   | موسكو، روسيا         | ترابية  | يوليا بوتنتسيفا   | 2–6, 1–6           |
| الوصافة | 4.    | 18 فبراير 2013 | موزاففارناجار، الهند | عشبية   | ميلاني كلافنير    | 2–6, 0–6           |
| الوصافة | 5.    | 26 مايو 2014   | بخارى، أوزبكستان     | صلبة    | أكجول أمانمورادوف | 3–6, 5–7           |

## روابط خارجية
- فيرونيكا كابشاي على موقع رابطة محترفات التنس (الإنجليزية)
- فيرونيكا كابشاي على موقع الاتحاد الدولي لكرة المضرب (الإنجليزية)
- فيرونيكا كابشاي على موقع خلاصة التنس.كوم (الإنجليزية)
- فيرونيكا كابشاي على موقع إي إس بي إن.كوم (الإنجليزية)